# Korito
Koríto  je  podolgovata, navadno lesena posoda za krmljenje živali, napajanje živine, korito je leseno ali zidano, tudi betonirano za krmljenje svinj. Večja podolgovata, navadno zidana posoda na prostem za vodo.
Cvetlična korita, mlinsko korito pomivalno, umivalno korito. 
Besedo tudi uporabljamo za vse, kar je podobno koritu: 
- Po koritu je spuščal opeko s strehe,
- V navtiki ga rabimo v žargonu za korito čolna, ladje.
- Korito je tudi podolgovata naravna ali umetna vdolbina na zemeljski površini, po kateri teče voda, korito potoka, izsušeno, razrito korito, korito hudournika, rečno korito, vodno korito, struga

- Slabšalno pa: Hitro je prišel h koritu ("priti h koritu" pomeni: do donosne službe, uglednega položaja);
- Alpsko korito je globoka vdolbina v skalovju,
- Čebelarsko korito je (čebelji) panj, izdolben iz kosa debla;
- Fotografsko korito je naprava,  v kateri se kemično obdeluje fotografski material;
- Gledališko svetlobno korito je pa pločevinasta naprava z žarnicami različnih barv za osvetljevanje  scene.